# Resolución 1516 del Consejo de Seguridad de las Naciones Unidas
La resolución 1516 del Consejo de Seguridad de las Naciones Unidas, aprobada unánimemente el 20 de noviembre de 2003, después de reafirmar la resolución 1373 (2001), y la necesidad de combatir por todos los medios las amenazas a la paz y la seguridad internacionales creadas por actos terroristas, condenó los ataques con bombas cometidos en Estambul, Turquía, los días 15 y 20 de noviembre de 2003, que causaron muchos muertos y heridos, así como otros actos terroristas perpetrados en distintos países, y consideró que dichos actos, al igual que todo acto de terrorismo, constituyen una amenaza a la paz y la seguridad.
La resolución expresó su más sentido pésame y sus condolencias al pueblo y al gobierno de Turquía y del Reino Unido y a las víctimas de los ataques terroristas y a sus familiares, y exhortó a todos los Estados a que, de conformidad con las obligaciones que le incumben en virtud de la resolución 1373, cooperasen en los esfuerzos por encontrar a los autores, organizadores y patrocinadores de los ataques terroristas y someterlos a la acción de la justicia.
Finalmente, el Consejo expresó su determinación de combatir todas las formas de terrorismo.